# Beneath the Skin
| Críticas profissionais | Críticas profissionais |
| Pontuações agregadas   | Pontuações agregadas   |
| Fonte                  | Avaliação              |
| ---------------------- | ---------------------- |
| Metacritic             | 63/100                 |
| Avaliações da crítica  |                        |
| Fonte                  | Avaliação              |
| aNewRisingMusic        | [ 3 ]                  |
| Consequence of Sound   | C                      |
| Entertainment Weekly   | B                      |
| Q                      | 3.5 de 5 estrelas.     |
| Sputnikmusic           | [ 6 ]                  |

Beneath the Skin é o segundo álbum de estúdio da banda islandesa de folk-pop Of Monsters and Men. Foi lançado no dia 8 de junho de 2015 na Islândia, e um dia depois no resto do mundo. A arte e o design da capa do álbum foi criado pelo diretor de artes Leif Podhajský. O álbum alcançou o número 3 na Billboard 200, vendendo 61 mil cópias na primeira semana, recebendo críticas geralmente positivas e tornando-se o álbum mais tabelado da banda.
O título do álbum é derivado de um verso da canção "Human": Plants awoke and they slowly grow beneath the skin (Plantas acordam e lentamente crescem abaixo da minha pele).

## Lista de faixas
Todos os créditos pertencem à banda Of Monsters and Men, mas as faixas foram eventualmente escritas pelos integrantes da banda e/ou outros.
| Beneath the Skin (edição islandesa) |                        |         |  |
| N.º                                 | Título                 | Duração |  |
| 1.                                  | "Crystals"             | 4:02    |  |
| 2.                                  | "Human"                | 3:58    |  |
| 3.                                  | "Hunger"               | 4:50    |  |
| 4.                                  | "Wolves Without Teeth" | 3:58    |  |
| 5.                                  | "Empire"               | 4:22    |  |
| 6.                                  | "Winter Sound"         | 3:42    |  |
| 7.                                  | "Slow Life"            | 5:43    |  |
| 8.                                  | "Organs"               | 4:31    |  |
| 9.                                  | "Black Water"          | 4:13    |  |
| 10.                                 | "Thousand Eyes"        | 4:02    |  |
| 11.                                 | "I of the Storm"       | 4:36    |  |
| 12.                                 | "We Sink"              | 4:23    |  |
| 13.                                 | "Backyard"             | 4:36    |  |

| Edição padrão internacional |                        |         |  |
| N.º                         | Título                 | Duração |  |
| 1.                          | "Crystals"             | 4:02    |  |
| 2.                          | "Human"                | 3:58    |  |
| 3.                          | "Hunger"               | 4:50    |  |
| 4.                          | "Wolves Without Teeth" | 3:58    |  |
| 5.                          | "Empire"               | 4:22    |  |
| 6.                          | "Slow Life"            | 5:43    |  |
| 7.                          | "Organs"               | 4:31    |  |
| 8.                          | "Black Water"          | 4:13    |  |
| 9.                          | "Thousand Eyes"        | 4:02    |  |
| 10.                         | "I of the Storm"       | 4:36    |  |
| 11.                         | "We Sink"              | 4:23    |  |
| Duração total:              | Duração total:         | 48:33   |  |

| Edição deluxe  |                                                       |         |  |
| N.º            | Título                                                | Duração |  |
| 12.            | "Backyard"                                            | 4:19    |  |
| 13.            | "Winter Sound"                                        | 3:42    |  |
| 14.            | "Black Water" (Remix de Chris Taylor do Grizzly Bear) | 4:27    |  |
| 15.            | "I of the Storm" (Remix de Alex Somers)               | 4:32    |  |
| Duração total: | Duração total:                                        | 65:33   |  |

## Tabelas
| Parada (2015)                     | Melhor posição |
| --------------------------------- | -------------- |
| Alemanha (Media Control)          | 10             |
| Austrália (ARIA)                  | 4              |
| Irlanda (IRMA)                    | 8              |
| Nova Zelândia (Recorded Music NZ) | 10             |
| Países Baixos (MegaCharts)        | 17             |
| Reino Unido (UK Albums Chart)     | 10             |